# برج بيزا المائل
برج بيزا المائل (بالإيطالية: Torre pendente di Pisa)‏ هو برج جرس كاتدرائية مدينة بيزا الإيطالية، كان من المفترض أن يكون البرج عموديًا ولكنه بدأ بالميلان بعد البدء ببنائه في أغسطس 1173م بمُدّةٍ وجيزة. يقع بجانب كاتدرائية بيزا «ساحة المعجزات» piazza dei Miracoli.
يقع برج بيزا في إيطاليا بمدينة بيزا في ولاية توسكانا، بدأ بنائه عام 1173 ميلادية، ودام بنائه 199 عامًا، وعُرف باسم برج بيزا المائل لوجود ميلان به وانحراف عن المستوى العمودي. يتكون من ثمانية طوابق مبنية من الرخام الأبيض على الطراز الروماني بارتفاع 56,2 متر وبه درج مبني داخل الجدران يتألف من 294 درجة، (مجهز حاليًا بمصعد كهربائي).
ميله واضح للعيان حيث يبلغ حوالي 18 قدمًا (الميل أكثر من خمس درجات)، ويقال بأن سبب هذا الميلان هو رخاوة وهبوط في التربة المبني عليها البرج.
ظهر هذا الميلان منذ المراحل الأولى لبناء هذا البرج، لكن المعماريين استمروا في البناء على أساس نفس الميلان، وفي عام 1275 ميلادية عندما كانوا يبنون الدورين الرابع والخامس من البرج حاول المعماريون تحريك مركز ثقل البرج لتلافي الميلان ولكن يبدو أنهم لم يفلحوا بذلك، وحتى الآن تجري محاولات لوقف الميلان وذلك بإقامة دعامات ساندة. منذ عام 1990 أغلق البرج ومنع السياح من تسلقه لأنه معرض للانهيار في أي لحظة. ارتفاع البرج هو 56,2 مترًا عن سطح الأرض. وتقدر كتلته بـ 14,500 طن. والميل الحالي يقدر بـ 5.5 درجة، وللبرج 294 درجة.
ارتبط برج بيزا بالعالم الإيطالي الشهير غاليليو غاليلي وتجربته عن التعجيل الأرضي.

## تاريخ
بدأ إنشاء البرج في 8 أغسطس 1173 ميلادي. وبعد بناء الطابق الثالث عام 1178 مال البرج وتوقفت أعمال البناء لقرن، وفي 1272 تم بناء أربعة طوابق إضافية بزاوية بهدف تعديل الميلان، وتوقفت الأعمال مرة أخرى عام 1301، وفي عام 1372 بني آخر الطوابق ووضع الجرس في البرج.
هناك خلاف حول هوية المعماري الذي بنى برج بيزا المائل. ولسنوات كان بونانو بيزانو يعتبر المعماري الذي بناه، وهو فنان معروف من القرن الثاني عشر من بيزا، مشهور باعماله البرونزية، وخاصة في كاتدرائية بيزا. بدأ بناء البرج في 1174 على يد بونانو بيزانو، واستكمل بعد توقف طويل على يد جوفاني بيزانو وتم في النصف الثاني من القرن الرابع عشر على يد تومازو دي أندريا بيزانو.
يروى تن غاليليو غاليلي أسقط كرتين (قذائف مدفع) ذوات كتل مختلفة من هذا البرج لتوضيح أن سرعة سقوطهما لا تعتمد على كتلهما. هذه القصة بالرغم أنها على لسان تلميذ لغاليليو، تعتبر خاطئة بشكل واسع.
أمر بينيتو موسوليني بأن يعاد البرج إلى وضعه الأفقي، فتم صب الإسمنت في أساساته. كانت النتيجة غير متوقعة وجعلت البرج يغوص أكثر في التربة.
خلال الحرب العالمية الثانية، دمر الجيش الأمريكي كل الأبراج في بيزا تقريبا، خوفا من احتمال وجود قناصة في الأبراج. وكان تفجير برج بيزا مخطط له أيضا؛ ولكن قراراً جاء في اللحظة الأخيرة بالانسحاب أنقذ البرج من التدمير.
في 27 فبراير 1964، طلبت الحكومة الإيطالية مساعدات لمنع البرج من السقوط. فتم تعيين مجموعة متعددة الأطراف من المهندسين، الرياضياتيين والمؤرخين واجتمعوا في جزر أزوريس لمناقشة طريقة تثبيته. وبعد عدة عقود من البحث والعمل حول الموضوع، تم إغلاق البرج أمام الزوار في يناير 1990. وبعد عقد من جهود التصحيح والتثبيت تم إعادة فتح الأبواب للزوار في 15 ديسمبر 2001. تم اقتراح العديد من الطرق لتثبيت البرج من ضمنها إضافة 800 طن متري من الرصاص كثقل مقابل على الطرف المرتفع أو من قاعدة البرج. الحل النهائي لتصحيح الميلان كان إزالة 38 متر مكعب من التربة من تحت الطرف المرتفع من قاعدة البرج. وتم إعلان البرج «مستقرا» لثلاثمئة عام قادمة على الأقل.
قفز على الأقل شخصان من البرج باستخدام المظلات (الباراشوت) هما مايك مكارثي في 5 أغسطس 1988 و(بوستون غلوب في 6 أغسطس 1988) وأرنه آرثوس في 1 فبراير 2000.

## السّياحة
يأتي إليه السّياح من كافة أنحاء العالم وهو يعتبر من أهم المعالم الأثرية.

## معلومات تقنية
- خط عرض: 43.7167 (43° 43' 0" N)
- خط طول: 10.3833 (10° 22' 60" E)

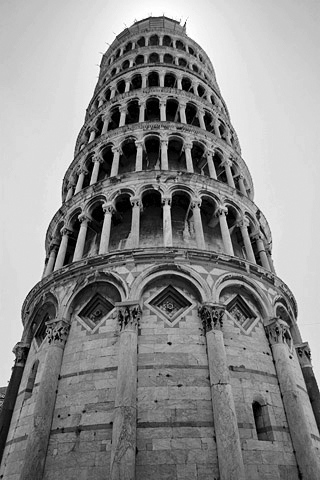
منظر البرج من الأسفل للأعلى

- الارتفاع عن سطح البحر: 2 متر تقريبا.
- الارتفاع: 55.863 متر (185 قدم). 8 طوابق.
- القطر الخارجي للقاعدة: 15.484 متر
- القطر الداخلي للقاعدة: 7.368 متر
- الكتلة: 14,700 طن متري
- سماكة الجدران عند القاعدة: 8 أقدام
- اتجاه الميلان: 1173-1250 شمال, 1272-1997 جنوب
- عدد الأجراس الكلي: 7، مدرجة على السلم الموسيقي
- أكبر جرس: L'Assunta (The Assumption) كتلته ثلاثة أطنان ونصف وضع عام 1655.
- أقدم جرس: Pasquarreccia.
- عدد الدرجات لبرج الجرس: 294

## معرض صور

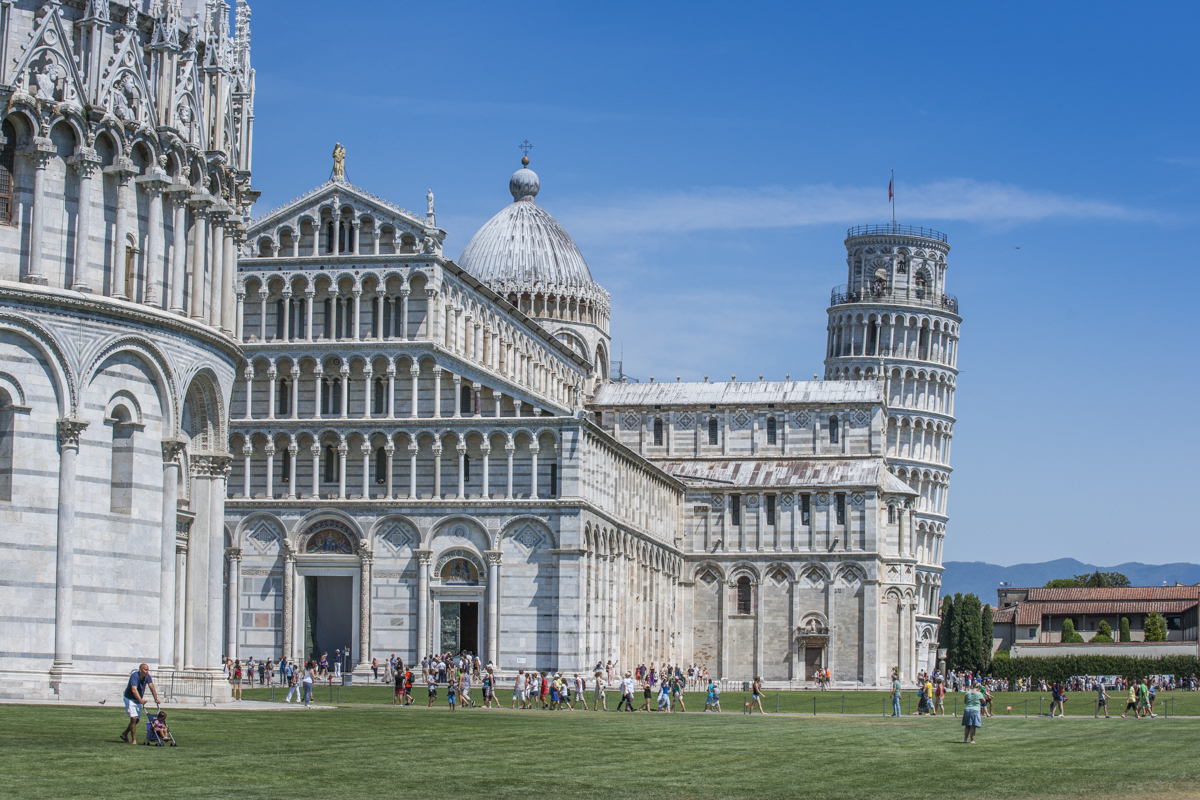
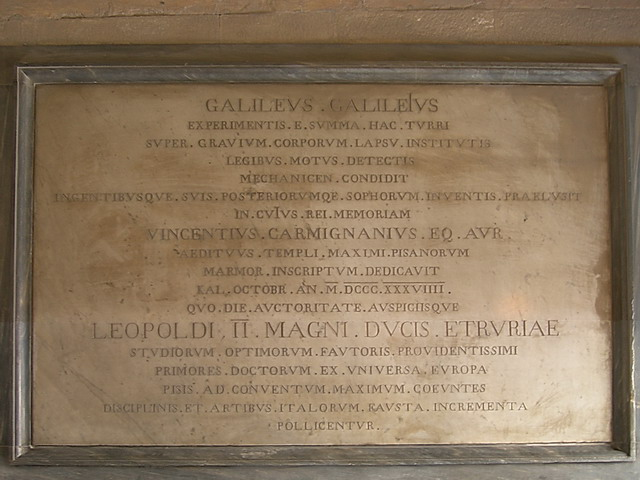
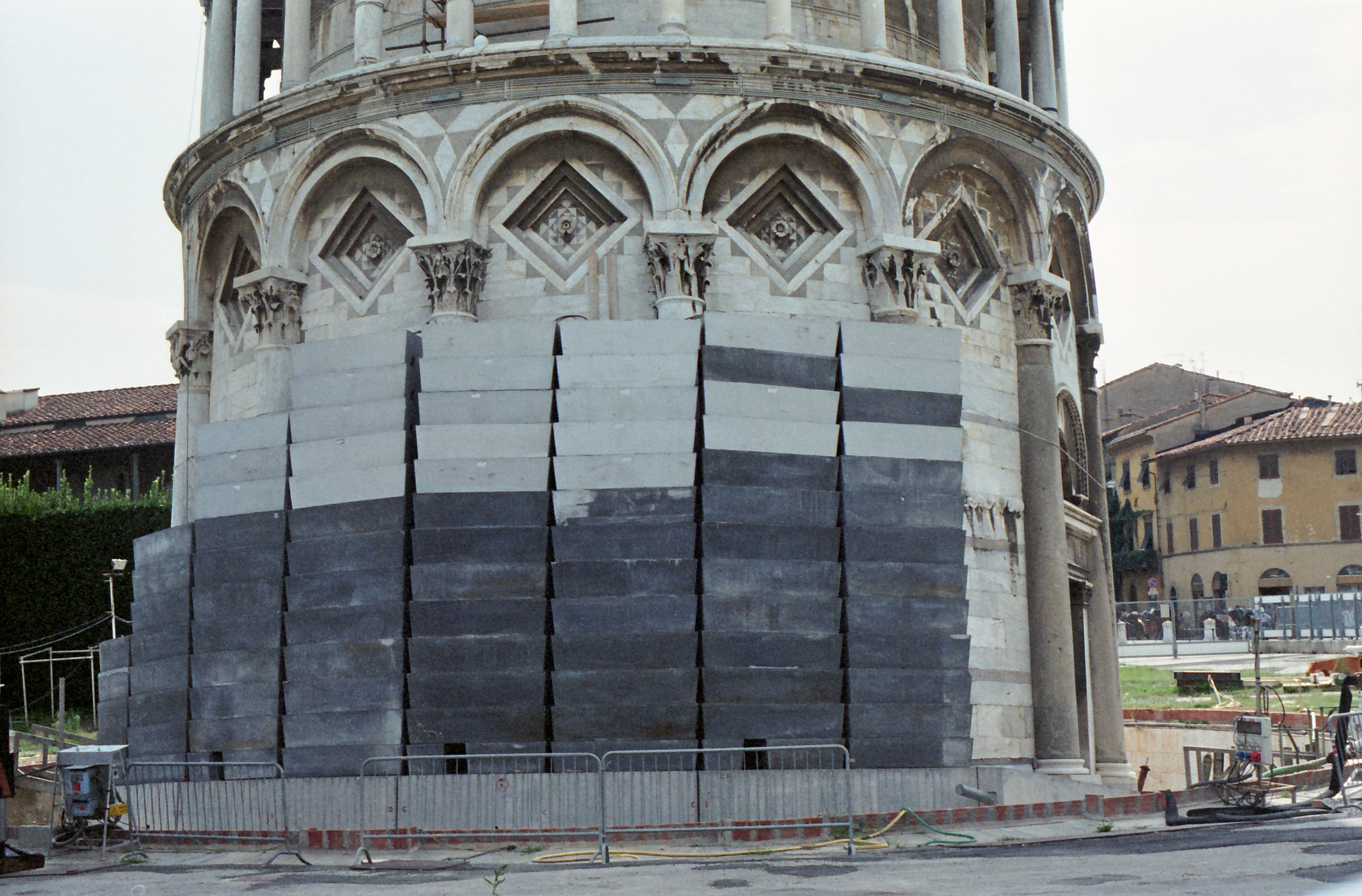

## وصلات خارجية
- برج پيزا المائل من مجلة العلوم الأمريكية - النسخة العربية